# Słowiczek ognistogardły
Słowiczek ognistogardły (Calliope pectardens) – gatunek małego wędrownego ptaka z rodziny muchołówkowatych (Muscicapidae). W sezonie lęgowym występuje w Chinach. Jest bliski zagrożenia wyginięciem.

## Systematyka
Takson ten opisał w 1877 r. francuski duchowny i przyrodnik Armand David pod nazwą Calliope pectardens. Gatunek później umieszczony w obrębie rodzaju Luscinia, w 2010 r. na podstawie molekularnych badań filogenetycznych przywrócony (wraz ze słowiczkiem czarnogardłym) do rodzaju Calliope. Nie wyróżnia się podgatunków.
Nazwa rodzajowa Calliope odnosi się do muzy, patronki poezji – Kaliope; epitet gatunkowy pectardens składa się z dwóch członów: pectus (pierś) i ardens (ognisty).

## Występowanie
Słowiczek ognistogardły występuje głównie w centralnych i południowo-zachodnich Chinach (Syczuan, Junnan, południowo-wschodni Tybet).
Jego zasięg zimowania obejmuje Bangladesz, północno-wschodnie Indie i północną Mjanmę; odnotowano też jedno stwierdzenie w Tajlandii.

## Ekologia i zachowanie

### Biotop
Górskie lasy, zarośla w dolinach i wzdłuż strumieni. W sezonie lęgowym występuje w przedziale wysokości 2700–3700 m n.p.m.

### Pożywienie
Żywi się bezkręgowcami, żeruje na dnie lasu.

## Status i ochrona
Na skutek niszczenia naturalnych środowisk słowiczka ognistogardłego w czerwonej księdze gatunków zagrożonych IUCN przyznano mu status „bliski zagrożenia”.